# Acraea asboloplintha
Acraea asboloplintha är en fjärilsart som beskrevs av Karsch 1894. Acraea asboloplintha ingår i släktet Acraea och familjen praktfjärilar. Inga underarter finns listade i Catalogue of Life.